# Église Sainte-Eulalie d'Hortsavinya
Pour les articles homonymes, voir Église Sainte-Eulalie.
L'église Sainte-Eulalie ou Saint-Loup est l'église paroissiale du hameau de Hortsavinya, de la commune de Tordera (Maresme). Elle est documentée depuis en 1080 (Sanctae Eulaie de Orto Saviniano) et, depuis 1246, dépend du monastère de Saint Sauveur de Breda (ca).
La chapelle originale, romane, est modifiée et agrandie au cours du temps. La construction du clocher débute XVIe siècle. Le bâtiment est largement réformé en 1772.
C'est une construction protégée comme bien culturel d'intérêt local.

## Description
Eglise baroque, de caractère simple, avec le clocher sur le côté, elle est de dimensions moyennes avec des chapelles absidiales rectangulaires et une rosace typique sur la façade. Sur le côté gauche se trouve le presbytère, et un petit cimetière y est adossé.
Elle n'a pas des fenêtres, seulement des petites ouvertures. Les portes de l'église et du cimetière donnent sur une petite place, couverte d'adobes, qui servait de lieu de rencontre.
Elle trouve sur le versant ouest du massif du Montnegre, et fait face à la mer.

## Histoire
La première église, de laquelle il n'y a pratiquement plus de restes à ce jour, fut probablement édifiée entre les IXe siècle et Xe siècle sous l'invocation de Sainte Eulalie. L'invocation de Saint Loup, patron des aquitains, et évêque d'Orleans, s'explique par le repeuplement mené à terme par l'empereur Charlemagne qui reprend le massif du Montnegre aux  sarrasins.
Selon le registre de donations faites au monastère de Roca-Rossa (ca), en date 6 de juin de 1162, figurent les donations de plusieurs terres de la paroisse de « Sanctae Eulaliae de Orsaviano ». En 1246 une bulle du Pape Innocent IV donne la dépendance de la paroisse au monastère de Saint Sauveur de Breda. En 1320, Guillem de Camós, fils du chevalier Guillem de Pinell, fait hommage à Piere de Rocaberti et Desfar (ca), évêque de Gérone, à raison de la moitié de la dime de cette paroisse. En 1362, la paroisse passe sous dépendance des seigneurs de Gérone, comme il est noté dans le Livre Vert des Fiefs (ca) de la  cathédrale de Gérone.  Gravé sur le linteau d'une fenêtre de la sacristie se trouve l'inscription « 1772 », que l'on suppose être la date d'agrandissement de ce local. Sur le portail en fer du cimetière se trouve la date 1863 qui correspond à sa restauration. Des enterrements sont toujours pratiqués actuellement dans ce cimetière.
Pendant la guerre civile l'église est pillée et tous les objets du culte sont brulés, parmi ceux-ci se trouve l’icône de Sainte Eulalie. Seule l’icône de Saint Loup, cachée par les propriétaires de l'auberge voisine, peut être sauvée.
L'intérieur, restauré, se trouve actuellement très bon état. La paroisse existe toujours aujourd'hui mais sans avoir de curé assigné. La charge du culte revient au recteur de Saint Cebrià de Vallalta, qui y célèbre des messes lors des fêtes religieuses.
L'ensemble formé par l'église, le rectorat et l'auberge n'est plus occupé depuis que l'auberge a cessé de fonctionner.

### liens externes
- (ca) « SANT LLOP I SANTA EULÀLIA D’HORTSAVINYÀ. ALT MARESME », sur coneixercatalunya.blogspot.fr, 5 mai 2011 (consulté le 2 juillet 2017)
- (ca) « Santa Eulàlia (o Sant Llop) d'Hortsavinyà (Tordera - Maresme) », sur poblesdecatalunya.cat (consulté le 2 juillet 2017)